# Revival (稲垣潤一のアルバム)
『Revival』（リヴァイヴァル）は、1996年12月4日にリリースされた、稲垣潤一のリミックスアルバム。クリストファー・クロスプロデュース。

## 収録曲
1. オーシャン・ブルー
2. 愛のスーパー・マジック
3. Congratulations
4. P.S. 抱きしめたい
5. 最後のLOVE LETTER（Re-mix）
6. 僕ならばここにいる（Re-mix）
7. ドラマティック・レイン
8. 思い出のビーチクラブ
9. メリークリスマスが言えない
10. 雨の朝と風の夜に
11. 言い出せなくて
12. 時を越えて